# Bugula hyadesi
Bugula hyadesi är en mossdjursart som beskrevs av Jullien 1888. Bugula hyadesi ingår i släktet Bugula och familjen Bugulidae. Inga underarter finns listade i Catalogue of Life.